# ビットコイン財団
ビットコイン財団（ビットコインざいだん、Bitcoin Foundation）は、アメリカの非営利団体。2012年9月に設立され、「世界中のユーザーの利益のため、暗号通貨ビットコインの使用を標準化・保護・促進する」という使命のもと、始められた。この組織はLinux Foundationをモデルにしており、主にビットコインの技術に依存する営利企業からの助成金によって資金を集めている。
2014年3月、財団はケイトー研究所のジム・ハーパーをグローバルポリシーカウンセルとして、エイミー・パブリックアフェアーズのエイミー・ワイスをメディアコンサルタントとして、それぞれ雇い入れた。